# Басанка (притока Трубежа)
Баса́нка, Сага — річка в Чернігівській області, ліва притока Трубежа завдовжки 21 км. На Басанці розташоване село Стара Басань.
Річка витікає в полі на схід від Старої Басані, на краю села має ставок, далі приймає праву притоку Смердлик, нижче хутора Тимки перетинає лісовий масив і в каналізованому руслі впадає у Трубіж на 84 км від гирла з лівого берега.
Частина річки завдовжки 7 км зарегульована і є каналом осушувальної системи «Трубіж» з трьома гідротехнічними спорудами. Вода річки належить до гідрокарбонатного класу, загальна мінералізація  — 520—550 мг/л..

## Притоки
Басанка (ліва) довжиною приблизно 7 км. Бере початок у полі на схід від с. Стара Басань, тече переважно у західному напрямку через центр с. Стара Басань і впадає у р. Сага. На річці є кілька ставків.  